# Обсерваторія Кітт-Пік
Національна обсерваторія Кітт-Пік (англ. Kitt Peak National Observatory) — астрономічна обсерваторія, заснована у 1958 році у пустелі Сонора, Аризона, США. Обсерваторія належить Національній астрономічній оптичній обсерваторії (NOAO). Обсерваторія розташована на вершині Кітт-Пік у горах Квінлан в Аризонсько-Соноранській пустелі в індіанській резервації Тохон О'одхам в окрузі Піма, за 88 кілометрів на захід-південний захід від Тусона.

## Керівники обсерваторії
- 1958—1960 — Аден Мейнел[en] — перший директор обсерваторії
- 1960—1971 — Ніколас Мейолл
- 1971—1977 — Лео Голдберг
- 1978—1984 — Джефрі Бербідж

## Історія обсерваторії
На території Національної обсерваторії Кітт-Пік свої інструменти також розмістили: обсерваторія MDM, Мічиганський університет, Дартмутський коледж, Університет штату Огайо, Колумбійський університет, Університет Огайо, Обсерваторія імені Вустера Уорнера та Амброза Свейзі, Обсерваторія Стюарта та Західний резервний університет Кейза. З 26-ма незалежними інструментами обсерваторія Кітт-Пік є найбільш різноманітним зібранням астрономічних інструментів у світі.
Кітт-Пік було обрано для створення національної обсерваторії за контрактом з Національним науковим фондом її першим директором у 1958 році. Землю під обсерваторію було взято в оренду у місцевого населення індійців папаго. Сама обсерваторія перебувала у віданні Асоціації університетів з досліджень в галузі астрономії. 1982 року було створено організацію Національна обсерваторія оптичної астрономії, основним завданням якої була консолідація трьох найбільших оптичних обсерваторій: Кітт-Пік, Національної сонячної обсерваторії та Міжамериканської обсерваторії Серро Тололо.
На території обсерваторії проводяться екскурсії.

## Інструменти обсерваторії
- Телескоп Мейолла[en] (KPNO) — 4-м системи Річі — Кретьєна
- Обсерваторія WIYN — 3,5-метровий телескоп Річі — Кретьєна
- McMath-Pierce Solar Telescope[en] — 1.6-м f/54 сонячний телескоп
- KPNO 2,1 m Telescope — четвертий за розміром телескоп на горі
- Coudé Feed Tower — Куде-спектрограф
- SOLIS — моніторинг змінності сонячного випромінювання
- Coronado Array — продукція MEADE, яку використовують для публічних показів Сонця
- RCT Consortium Telescope — робот-телескоп
- WIYN 0,9 m Telescope — дослідження Чумацького Шляху
- Обсерваторія Каліпсо — недавно придбана проєктом LSST
- CWRU Burrell Schmidt — дослідження Чумацького Шляху, належить Warner and Swasey Observatory[en]
- Обсерваторія SARA — змінні зорі, навчання студентів
- Телескопи для публічних спостережень (Visitor Center telescopes) — три телескопи
- Spacewatch 1,8-м телескоп — 72-дюймове дзеркало, привезене з гори Хопкінса (Обсерваторія MMT)
- Spacewatch 0,9-м телескоп
- Super-LOTIS — для пошуку оптичного післясвітіння гамма-сплесків
- Допоміжні сонячні телескопи — два 0,9-м інструменти
- Телескоп Бока[en] — 2,3-м рефлектор
- 1,3-метровий McGraw-Hill телескоп — MDM Observatory[en]
- 2,4-метровий Hiltner телескоп — галактичні огляди, MDM Observatory[en]
- 12-метровий радіотелескоп Аризонської радіообсерваторії
- Very Long Baseline Array — один з 10 радіотелескопів
- DIMM камери — монітори всього неба

## Напрямки досліджень
- Сонце
- Навколоземні астероїди
- Гамма-сплески
- Дослідження Чумацького Шляху
- Позагалактична астрономія
- Транснептунові об'єкти

## Основні досягнення
- Відкриття Войду
- Виявлення вінілового спирту за допомогою 12-м радіотелескопа у молекулярній хмарі Стрілець В
- Участь в отриманні даних з міжпланетного зонда Гюйгенс під час посадки на Титан, найбільший супутник Сатурна
- Відкриття багатьох астероїдів, зокрема навколоземних об'єктів і об'єктів поясу Койпера (99942 Апофіс, 8405 Асболос, 19521 Хаос, (47171) 1999 TC36)
- Відкриття супутника Юпітера Калліррое
- Проєкти: Spacewatch, Глибокий огляд екліптики, Глибинний лінзований огляд, Galaxy Zoo, Проєкт HATNet

## Відомі співробітники
- Marc Aaronson[en] — співробітник обсерваторії, загинув внаслідок нещасного випадку під куполом 4-м телескопа
- Голдсміт Майрон — архітектор і дизайнер будівель обсерваторії
- Fred Espenak[en]
- Nicholas Sanduleak[en]
- W. Richard Stevens[en]
- Laird A. Thompson[en]
- Девід Толен
- Robert Raynolds McMath[en]
- Frank K. Edmondson[en]
- Robert Kirshner[en]
- Andreas Gerasimos Michalitsianos[en]
- Лаура Денлі
- Gary A. Wegner[en]
- Carol Christian[en]
- Arcadio Poveda[en]
- Harvey Raymond Butcher[en]
- Томас Белонек
- Alicia M. Soderberg[en]
- Roger Davies (astrophysicist)[en]

## Цікаві факти
- В обсерваторії Кітт-Пік відбувалося знімання фільму Барака.
- Обсерваторія зіграла значну роль у розвитку мови програмування Forth[джерело?]
- На честь обсерваторії названо астероїд 2322 Кітт Пік.